# Argyresthites
Argyresthites é um gênero de mariposa pertencente à família Acrolepiidae.